# Ilúvatar (band)
Ilúvatar is een neo-prog band uit Baltimore, Verenigde Staten, in de stijl van Marillion en Genesis (jaren zeventig).

## Verloop
De band is opgericht in 1992 en de voortzetting van de band Sojourn gesticht in 1983. De naam van de band verwijst naar Ilúvatar, de elvennaam voor de koning in Tolkiens In de ban van de ring (De Silmarillion). Het eerste album van Ilúvatar onder de naam Ilúvatar, verscheen in 1993. De originele gitarist Tom Kraus heeft nog meegeschreven aan de meeste nummers van hun eerste en enkele nummers van hun tweede album, voordat hij de band Sojourn verliet en vertrok naar Brave New World. Op hun tweede album Children, in 1995 uitgebracht (ook voor het label Kinesis), werd bassist Mick Trimble vervangen door Dean Morekas. Na dit album werd drummer Gary Chamber vervangen door Rick Fleischmann, die op enkele nummers van het in 1997 verschenen album Sideshow te horen is. Sideshow is een verzameling van livenummers, alternatieve versies en onuitgebracht eerder werk. In de Sideshow international tour (1997) speelde Allen Brunelle mee als drummer. In december 1997 werd hij vervangen door drummer Chris Mack die op hun cd A story two days wide uit 1999 meespeelt. Allen Brunelle vertrok naar The Dark Aether Project. Na dat album werd het stil rond Ilúvatar. Pas na vijftien jaar verscheen een nieuw album. Vlak na dat album stapte Glenn McLaughlin uit de band.

## Inspiratiebronnen
De eerste albums met neo-prog van Ilúvatar hebben invloeden van Genesis (Duke), Yes, Pink Floyd en Marillion. De stem van Glenn McLaughlin toont overeenkomsten met Phil Collins. Het laatste album is meer te vergelijken met Arena, Pendragon, IQ en Jadis.

## Bandleden
- Glenn McLaughlin (leadzang, percussie, baspedaal)
- Dean Morekas (basgitaar, zang)
- Dennis Mullin (gitaar, baspedaal)
- Jim Rezek (keyboards)
- Chris Mack (drums)

## Ex-bandleden
- Gary Chambers (drums, percussie, zang)
- Tom Kraus (gitaar)
- Mick Trimble (basgitaar)
- Rick Fleischmann (drums)
- Allen Brunelle (drums)

## Discografie
- 1993: Ilúvatar
- 1995: Children
- 1997: Sideshow
- 1999: A story two days wide
- 2014: From the silence

## Optredens
- ProgScape 1994 (Baltimore - Verenigde Staten)
- Progshape 1996 (Baltimore - Verenigde Staten)
- ProgNights 1996 (New York - Verenigde Staten)
- ProgDay 1996 (North Carolina - Verenigde Staten)
- ProgEast 1996 (Quebec - Canada)
- Auditorio Alcatraz 1997 (Buenos Aires, Argentina)
- BajaProg 1998 (Mexicali Mexico)
- NEARfest 2000 (Bethlehem, Pennsylvania - Verenigde Staten)